# Religions traditionnelles africaines
Cet article concerne les religions africaines traditionnelles. Pour une vision d'ensemble des religions en Afrique, voir Religion en Afrique.
La dénomination de religions traditionnelles africaines désigne l'ensemble des religions autochtones historiquement pratiquées en Afrique, et notamment en Afrique subsaharienne, autres que les religions abrahamiques importées : christianisme et islam.
La diversité religieuse autochtone du continent africain est d'une grande richesse qui correspond à la variété des cultures du continent. Les religions africaines traditionnelles ont en commun la croyance en un ensemble de divinités spécifiques aux différents aspects de la vie et de la nature, avec souvent un couple créateur ou un Dieu et un créateur initial, le culte des ancêtres et des esprits, la croyance en la réincarnation, et presque toujours un parcours initiatique.

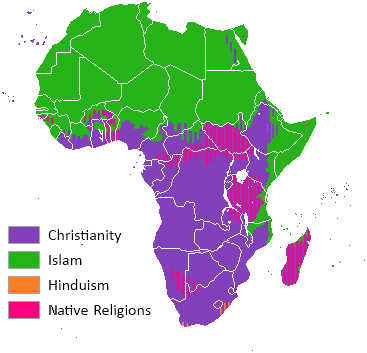
Répartition des religions dominantes en Afrique par pays.

## Description du fait religieux

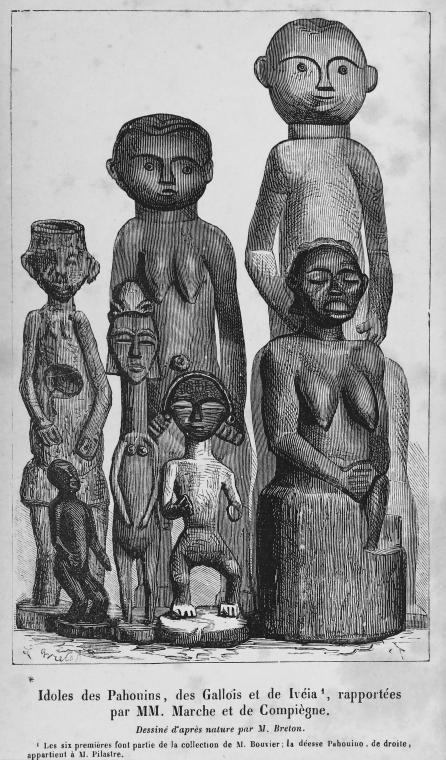
Sculptures africaines représentant des divinités.

La grande majorité des écrits concernant les religions traditionnelles africaines (RTA) sont le fait des Européens. À l'époque des premières découvertes et de l'expansion coloniale, ceux-ci, convaincus de la supériorité des religions abrahamiques, considèrent les cultes autochtones africains comme de l'« idolâtrie » ou de la sorcellerie et emploient les termes péjoratifs d'« animisme », de « paganisme », de « fétichisme » ou de « vaudou » pour les décrire,,. 

### «Pensée primitive»
Au début du XXe siècle, Lucien Lévy-Bruhl, dans ses ouvrages Les fonctions mentales dans les sociétés inférieures (1910) et La mentalité primitive (1922) théorise ce qu'il nomme « la pensée primitive » comme « pré-logique » et « mystique », les pratiques spirituelles afférentes étant considérées comme des « pré-religions ». Pendant des décennies, son travail est considéré comme fondateur de l'anthropologie en langue française et sa thèse prévaut. Vers la fin de sa vie, il reviendra sur cette analyse. En 1948, paraît la traduction française d'un ouvrage de Placide Tempels, qui analyse le mode de pensée de l'Afrique subsaharienne, et donc celui des sociétés « primitives » qui l'habitent, La Philosophie bantoue qui sera aussi l'objet de controverses. Il affirme que le fondement de cette philosophie est religieux, en référence ultime à un Être Suprême. C'est une critique d'Hegel qui prétendait l'homme africain serait « hors de l'Histoire » et c'est aussi une critique de facto de Lévy-Bruhl, une réhabilitation de la pensée africaine, ce qui explique qu'il soit bien reçu par certaines figures de la négritude, Léopold Sédar Senghor par exemple. Mais son aspect colonialiste et évangélisateur (Tempels est un missionnaire franciscain) fait qu'il est aussi critiqué — parfois violemment — par d'autres, Aimé Césaire par exemple,,.

### Conceptualisations
Certaines conceptions négatives, notamment cette notion de « primitif », traversent les années jusqu'au xxie siècle.
Dans le premier tiers du xxe siècle, même Leo Frobenius, qui avait pourtant écrit un ouvrage décrivant l'Afrique comme un continent hautement civilisé, lorsqu'il découvre, dans ce qui est de nos jours le Togo puis à Ife, des sculptures en bronze et en terre cuite, les attribue à la civilisation disparue de l'Atlantide, ne pouvant croire que les Africains aient été capables de créer de telles œuvres,. Enjambant les décennies, en 2007, le président français, Nicolas Sarkozy, reprend l'idée hégélienne que « l'homme africain n'est pas assez entré dans l'Histoire »,.
Quant aux terminologies, le terme « fétiche » — venant du portugais du XVe siècle —, qui sert à désigner les objets de culte des religions traditionnelles, connote la notion d'artificiel, de magique et de grossier,. Ainsi, David Livingstone, dans ses relations de voyage datées de 1859, écrit, à propos d'un « fétiche », qu'il s’agit de l'« image grossière d'une tête humaine […] barbouillée de certaines substances enchantées » et le Grand Larousse du XIXe siècle, dans sa définition du mot « fétiche », utilise l'expression « culte grossier des objets matériels ». 
Le concept d'animisme, qu'on continue à accoler aux religions autochtones africaines, quoique le terme soit jugé dépassé, est dû à Edward Tylor dans Primitive Culture et date de la fin du xixe siècle.
Les RTA, à l'instar d'autres religions considérées comme « primitives », ont souvent été aussi qualifiées de totémistes. Pour son aspect social, le totémisme est le moyen de la reconnaissance mutuelle des membres d'un groupe, typiquement un clan,. Pour son aspect religieux, le totémisme est la forme « première de religion » créée par la société humaine. Le totem étant l'objet des rites qui matérialisent les croyances, le totémisme est considéré par certains, comme un système religieux à part entière. En 1962, le concept même de totémisme est cependant fortement critiqué par Claude Lévi-Strauss, qui l'accuse d'être une « invention » anthropologique.
Autre conception, dans la droite ligne de Tempels, l'idée que les Bantous forment un peuple perdure dans le discours et la pensée, y compris africains,, alors qu'il s'agit en fait d'un aggrégat linguistique et non d'un continuum culturel,.

### Acceptions actuelles
L'idée que les RTA sont monothéistes se trouve déjà dans la Doctrina Christiana, un livre datant de la fin du xve siècle, grâce à des missionnaires espagnols qui avaient exploré la côte de l'actuelle République du Bénin. Au début du xxe siècle, l'ethnologue français Marcel Griaule définit le fond et la forme du sentiment religieux africain comme un « système de relations entre le monde visible des hommes et le monde invisible régi par un Créateur, en général bienveillant, et des puissances qui, sous des noms divers et tout en étant des manifestations de ce Dieu unique, sont spécialisées dans des fonctions de toutes sortes », d’où des pratiques visant à invoquer la médiation des puissances intermédiaires (ancêtres, génies, esprits). Les religions traditionnelles africaines sont donc considérées comme monothéistes, caractérisées par la croyance en un Dieu suprême créateur de toutes choses, mais qu'on n'invoque pas, et dont les manifestations sont nombreuses en formes. L'idée du deus otiosus (dieu absent) est parfois appliquée, parfois refusée, aux religions traditionnelles africaines,. 
La distinction entre sacré et profane n'existe pas dans une culture africaine profondément imprégnée de la religion traditionnelle africaine, car les ancêtres et les morts, « forces spirituelles, participent fondamentalement à la réussite ou à l’échec des entreprises humaines ». On trouve donc des rites centrés autour des représentations matérielles des forces spirituelles susceptibles d'intervenir dans le monde humain et, notamment, les masques et les statues (les idoles ou fétiches dans l'acception désormais dépassée) qui fascinèrent (et fascinent encore) les Occidentaux. Ils sont destinés à invoquer ces forces spirituelles,. 
Il faut attendre les années 1960 pour que le sujet soit étudié par les universitaires africains et occidentaux et 1965 pour que le terme même de « religion(s) traditionnelle(s) africaine(s) » apparaisse afin de désigner un sujet d'études académiques. Cependant, à la fin du xxe siècle, Aloysius Lugira propose, en remplacement de « religions traditionnelles africaines », d'utiliser le terme « africisme », explicitement calqué sur « hindouisme », pour mieux rendre compte de l'intrication des croyances, des pratiques et de la philosophie qui forment le fondement des « religions » autochtones et de la culture du sous-continent,,.

## Croyances principales

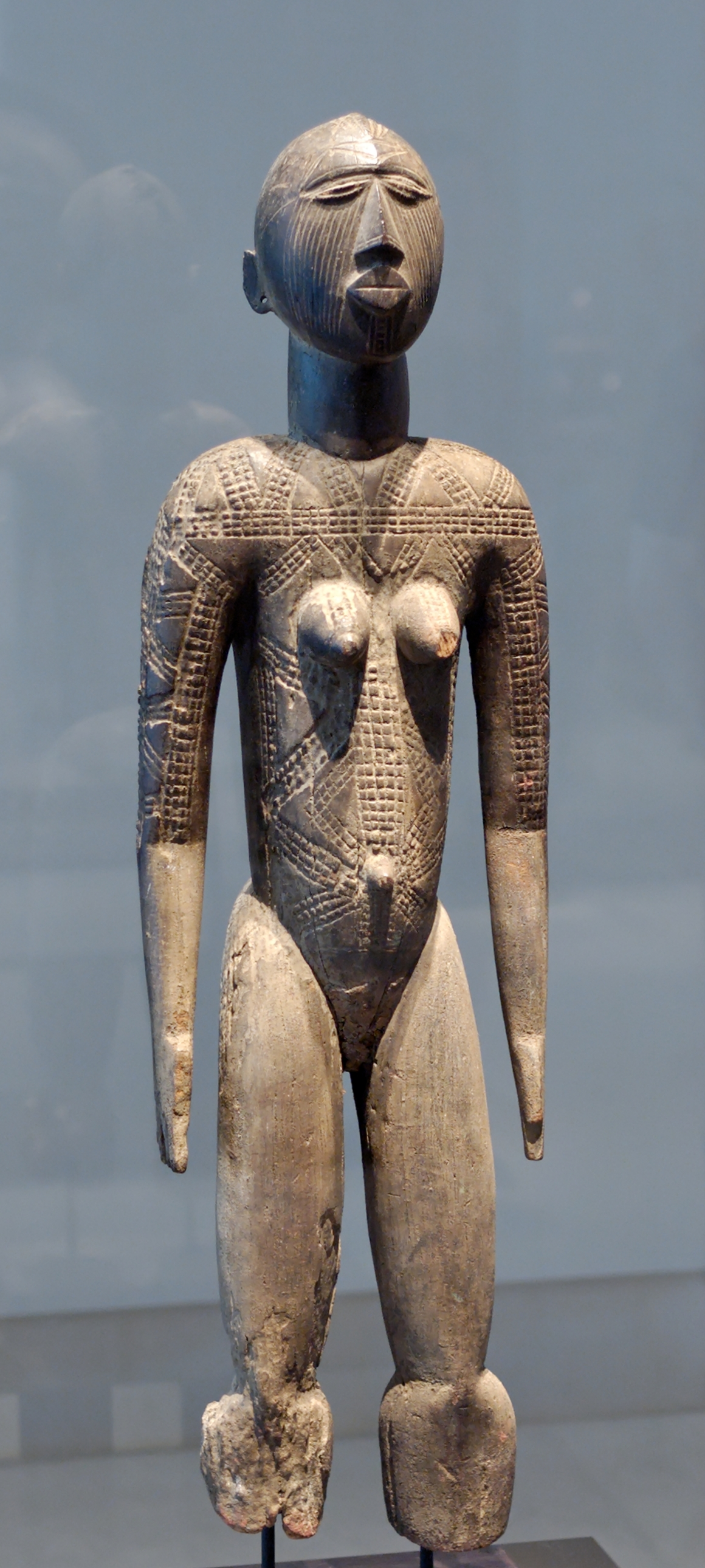
Sculpture nuna en bois, du Burkina Faso, XVIIIe siècle.

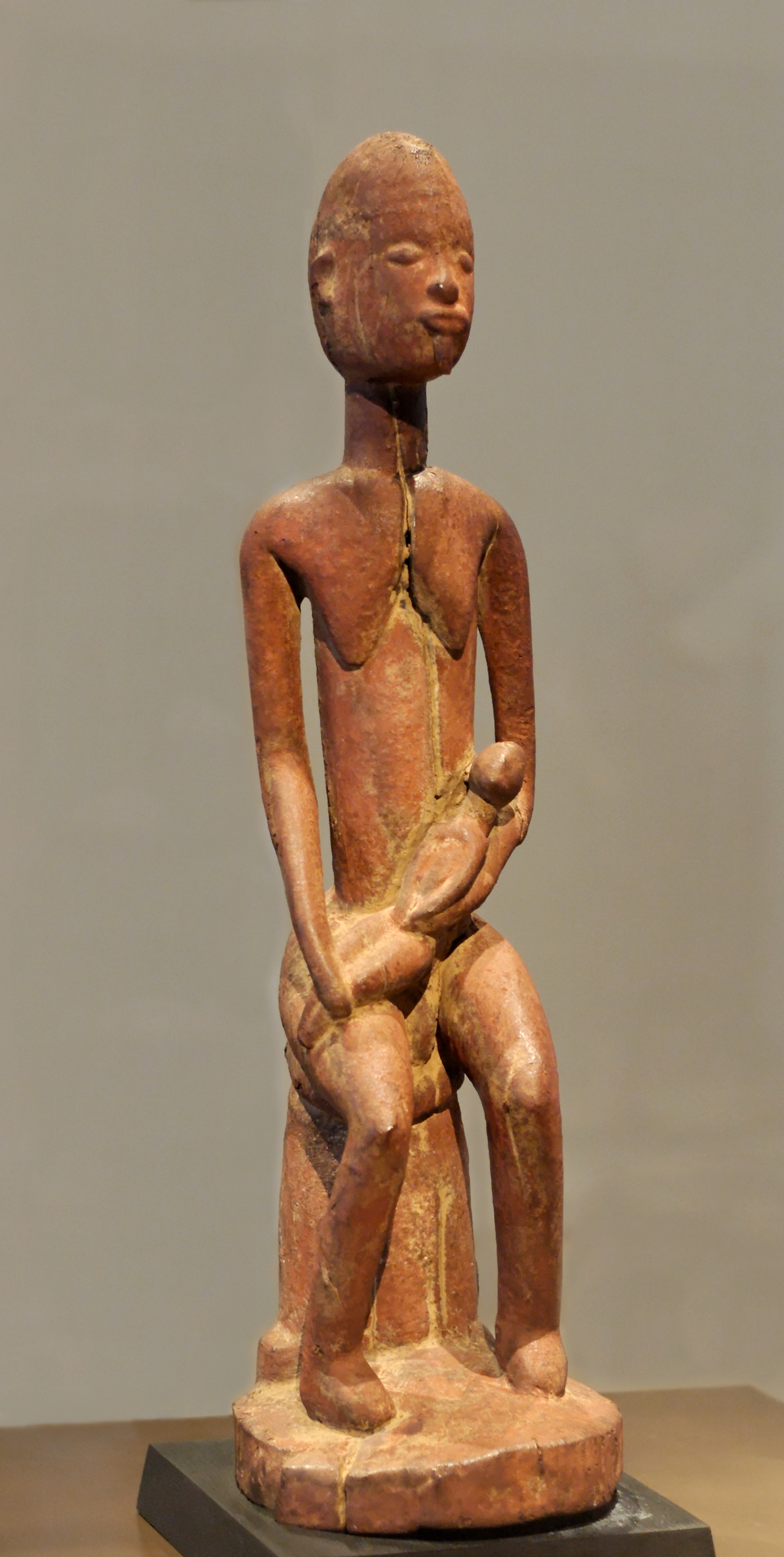
Sculpture féminine dogon (Mali), symbole de la maternité, XIVe siècle.

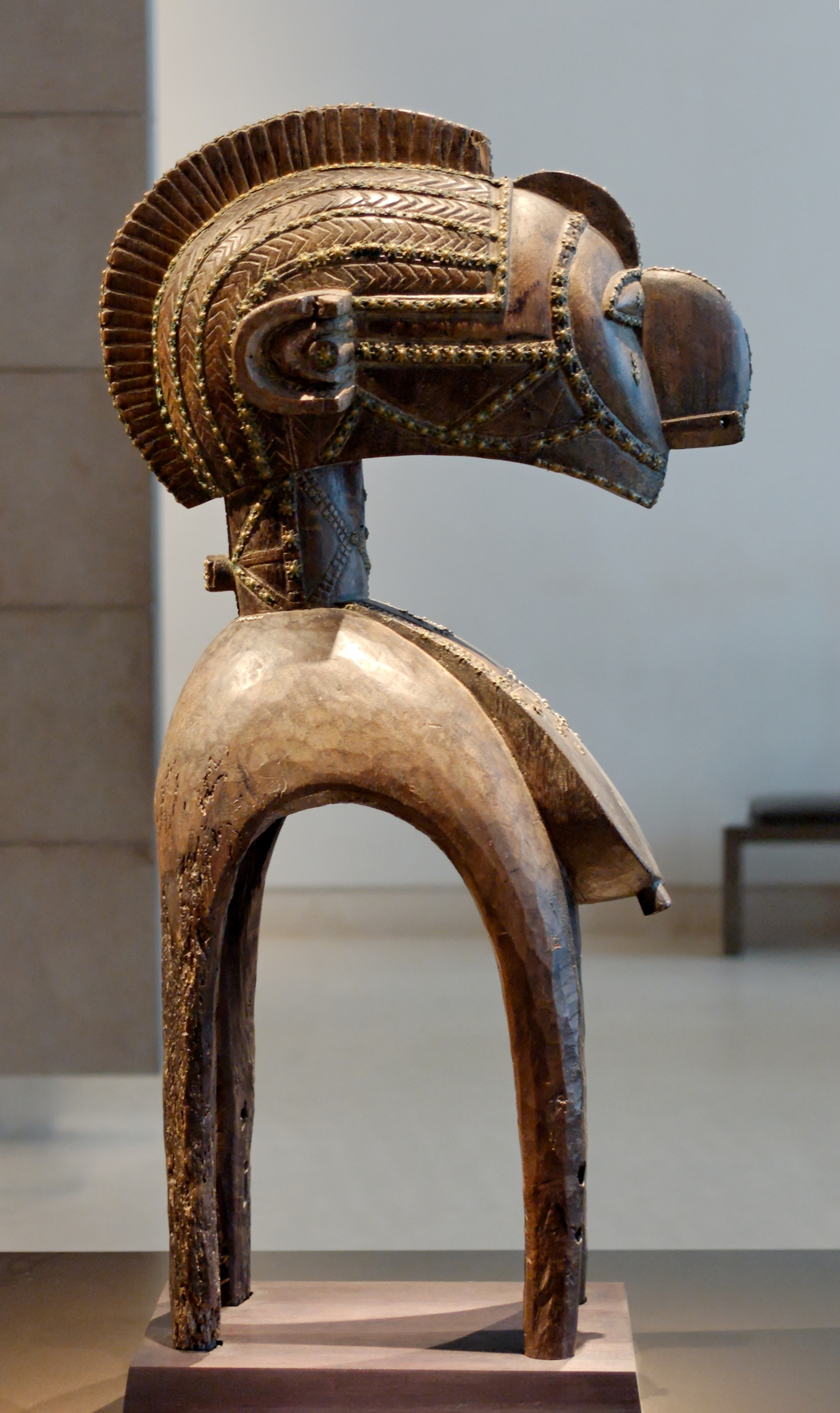
Masque d'épaule nimba, représentant un esprit de la fertilité. Sculpture du peuple baga. Bois, XIXe siècle, Guinée.

### Cosmogonie et récits cosmogoniques
Le point commun des RTA, outre le monothéisme, est l'existence d'un modèle cosmogonique en trois parties dans lequel le monde des Hommes est au milieu entre le ciel, appartenant à Dieu et où résident les déités mineures, et la Terre, y compris le monde souterrain, où résident les ancêtres et les esprits. Les frontières entre les mondes sont poreuses et les activités dans l'un rejaillissent sur l'autre. La cosmologie africaine dépeint l'univers comme fluide et mouvant et utilise la distinction entre le « visible », relatif aux activités des hommes, et l'« invisible » propre aux forces qui agissent dans le monde humain, c'est le « système de relations » décrit par Griaule.
Les récits cosmogoniques qui racontent la création du monde sont nombreux en Afrique, souvent propres à un peuple ou une ethnie, racontant souvent de plusieurs manières ce qui est censé être le même événement d'une aire géographique donnée. Ils sont aussi des mythes fondateurs mêlant l'histoire et la religion. En effet, s'ils racontent la création du monde (cosmogénie), ils relatent aussi l'histoire subséquente des Hommes et la manière dont s'est instauré l'ordre social dont celui des clans et des castes,, cet aspect reposant parfois sur un fondement historique « authentique », ce qu'on peut vérifier par recoupement,. La principale caractéristique des mythes cosmogoniques est l'accent mis sur le temps cyclique, où les événements se répètent, le cosmos étant censé accomplir un cycle puis enchaîner de nouveau, après « régénération », un cycle semblable, ce qui ressemble donc au cycle des saisons, à la différence du temps linéaire où l'histoire avance, progresse. L'autre caractéristique est que la transmission orale des mythes ne cherche pas à préserver un contenu, un « corpus » figé relevant du texte sacré qu'on répéterait au mot près, mais adapte le récit au temps présent, au lieu et aux conditions du moment.
En ce domaine du récit, on distingue classiquement le mythe, où intervient le divin, de la légende et du conte, relevant de la littérature. Mais, en Afrique subsaharienne, l'absence de différence entre sacré et profane fait que l'histoire, les mythes, les légendes et les contes, intimement liés, sont plus difficilement dissociables ; les parties « ésotériques » propres aux mythes et les récits « édifiants » propres aux contes ne se distinguent parfois pas, et le mythe n'a de sens que relativement à une réalité sociale donnée, c'est le fondement de la « tradition orale africaine »,, dans laquelle le conte véhicule une morale sociale, qu'on enseigne le soir à la veillée, dont l'origine et la justification proviennent d'un mythe fondateur sous-jacent ; si le conte véhicule une morale, c'est que le fondement de la religion traditionnelle est d'assurer un équilibre cosmique, naturel et social,, il est donc indissociable de son fondement religieux,.

### Doctrine
Dans une cosmogonie dont le temps est cyclique, la mort n'est qu'une interruption provisoire de l'existence : « le culte des ancêtres immortels, la croyance en la réincarnation, la certitude que la mort n'est jamais une destruction intégrale ou définitive, l'initiation qui est avant tout renaissance collective et symbolique, n'ont pas d'autre sens » que de célébrer la vie et de relativiser la mort.
De cette cosmogonie découle aussi une doctrine dans laquelle l'Homme n'est pas victime d'un péché originel ni n'est pêcheur dans la vie courante ; en corollaire, il n'est donc pas non plus angoissé par la mort ni par le souci d'un salut individuel. La religion traditionnelle « ne présente pas une conception de l’homme constitué d’une âme et d’un corps, selon la tradition aristotélicienne, mais elle le représente comme composé de multiples principes. » La préoccupation majeure de la religion traditionnelle africaine est de préserver l'équilibre du cosmos,,. Dans une logique de temps cyclique, d'interpénétration entre les mondes et dans sa traduction purement matérielle, « l’ordre cosmique c’est, par exemple, la succession normale des saisons, le maintien de l’équilibre entre les forces adverses, l’absence de tremblements de terre, de sécheresses, d’inondations, d’épidémies… ».
Préserver l'ordre cosmique et donc social consiste notamment à éviter de heurter et à honorer les esprits des ancêtres. En effet, si les mythes de la création mettent souvent en scène des déités « secondaires » décrites souvent comme fils ou filles du Dieu créateur, et qui s'occupent des affaires des Hommes, l'aspect clé des religions traditionnelles est le culte des ancêtres, plus important que celui des déités secondaires.

### Ancêtres, esprits
Le culte des ancêtres, élément-clé de la pensée religieuse africaine traditionnelle, n'est pas simplement un culte des morts, consistant à honorer les défunts, il « suppose que les morts exercent une véritable emprise sur les vivants ». Le monde des ancêtres est peuplé par les esprits des morts, mais on ne rejoint le monde des ancêtres que dans certaines conditions particulières, notamment de qualités morales et d'âge, ; tous les morts ne deviennent pas des ancêtres, « la mort ne suffit […] pas à transformer automatiquement un défunt en ancêtre. Cette transformation est le résultat d’un processus d’« ancestralisation » auquel participent au premier chef les rites funéraires. » Il existe partout l'idée qu'une mort « infamante », par exemple se suicider ou mourir de la lèpre, ne permet pas d'accéder au statut d'ancêtre ; de même lorsqu'on meurt jeune ou que la vie du défunt n'a pas été morale au sens social du terme. En réalité peu d'entre eux sont invoqués par leurs descendants. Les rites qui permettent au défunt de devenir un esprit ancêtre sont parfois complexes et s'étendent souvent sur une longue durée, un an au moins dans le culte des crânes des Bamiléké du Cameroun par exemple. Le deuil et « l'ancestralisation » sont avant tout des rites sociaux, auxquels participe la communauté. Le processus d'ancestralisation permet d'ancrer l'Homme dans son clan ou son lignage, parfois en remontant jusqu'au Dieu primordial ; il était ainsi de coutume, chez les Fang du Gabon, d'exposer son ascendance patrilinéaire jusqu'à Dieu.
On entre en contact volontaire avec les ancêtres par les prières, les offrandes et les sacrifices, ce qui se pratique notamment au moment des rites de passage, lorsqu'on donne son nom à un enfant, au moment de la puberté, du mariage et de la mort. Réciproquement, le concept d'interaction, qui veut que les habitants de l'un des mondes peuvent s'adresser aux habitants de l'autre, fait que, si l'on peut donc invoquer les ancêtres, ces derniers peuvent aussi se manifester dans le monde des vivants, en général sous forme d'événements naturels ou en s'incarnant dans les vivants. Lorsque cette interaction est négative, maladie, trouble social… c'est un signe de mécontentement des esprits ancestraux,. 
En corollaire, il en découle que le monde des ancêtres est évolutif et ne constitue pas une référence figée à tout jamais. L'idée de l'univers fluide et mouvant tient entre autres au fait que le monde des esprits évolue en interaction avec celui des vivants, notamment par ce processus d'ancestralisation. Le monde des ancêtres est d'ailleurs souvent décrit comme ressemblant, en miroir, à celui des vivants, quoique parfois un peu plus beau ou prospère. Ainsi, au Kenya, la structure sociale des Kikuyus est-elle le reflet du monde des ancêtres, qu’ils appellent Ngomas, et parmi lesquels figurent les Ngomas cia aciari, ou ancêtres immédiats. Ngaï, le dieu kikuyu (Kenya), est censé s’être retiré sur le sommet du Mont Kenya, où il ne prend aucune part active aux vicissitudes de ses créatures. Cependant, les Kikuyus tournent toujours le visage en direction de la montagne lorsqu’ils prient, en témoignage de respect. Au Kenya, l’un des esprits les plus actifs et les plus proches, pour les Luo, est Mumbo, l’esprit du Lac Victoria sur les rives duquel habitent les Luo. Chez les Dogon, au Mali, l’esprit de l’eau, Nommo, est considéré comme le père de l’humanité, celui qui a enseigné aux hommes l’art de la parole.
Ce culte des ancêtres explique aussi le respect accordé aux « vieux » dans la culture africaine traditionnelle (et encore aujourd'hui) : « ceux qui sont très vieux se trouvent assimilés aux ancêtres qu'ils vont bientôt retrouver. Expérience qui donne le savoir, discernement, équité, abnégation, sang-froid font du vieillard l'arbitre par excellence. »

## Cultes et rites

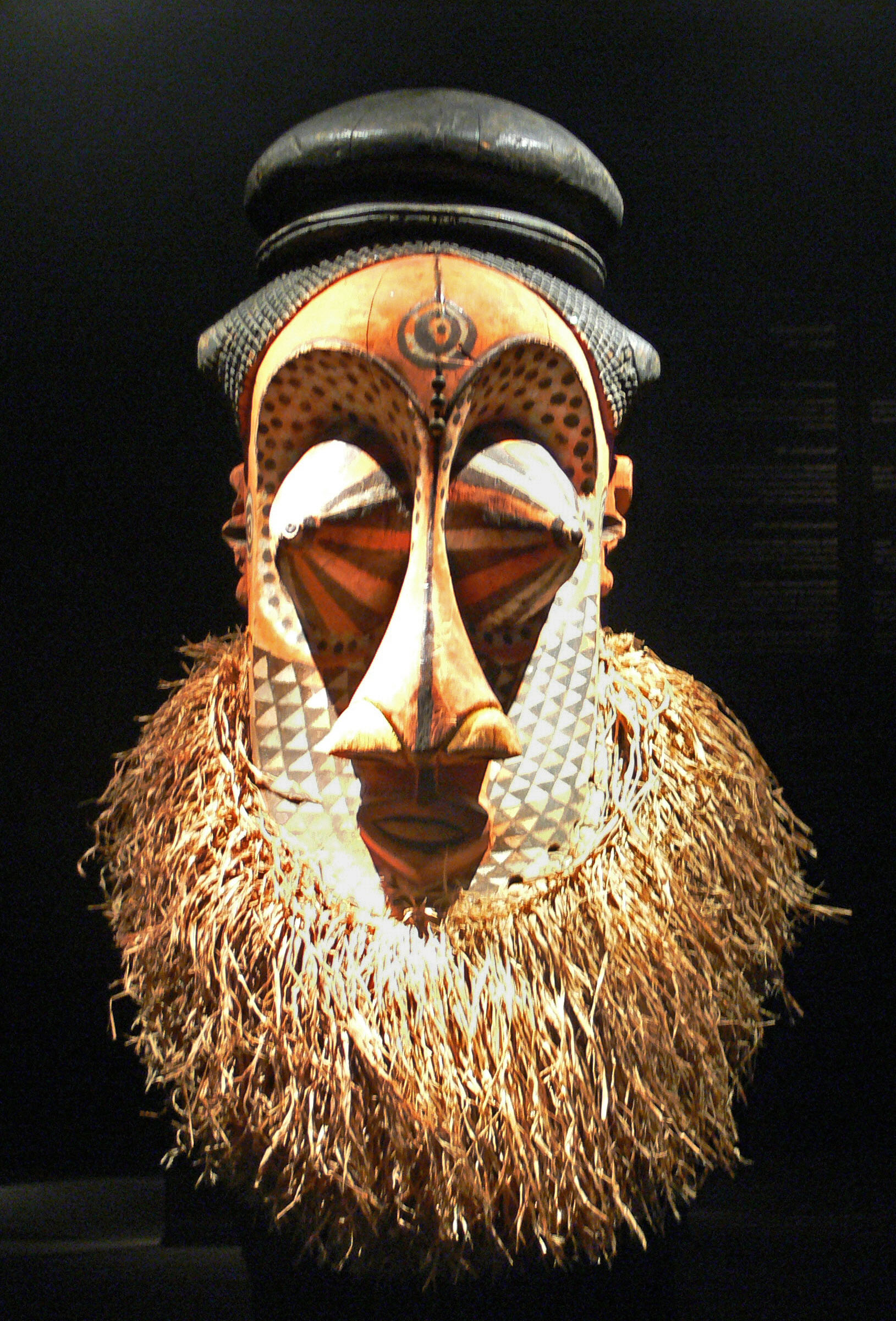
Masque rituel congolais

### Contexte
Les pratiques rituelles et cultuelles visent à « gagner la bienveillance [des esprits] par des rites spécifiques qui garantissent à tous une relation essentielle avec les ancêtres et les esprits. Ces rites prennent la forme d’un recours aux techniques corporelles de la danse et du rythme (masques, transes, possessions), d’actes rituels de base (cycliques ou occasionnels) qui s’expriment par la prière, l’offrande ou le sacrifice », sachant que, dans le contexte d'une culture imbriquant sacré et profane, on ne peut distinguer le rituel religieux de la pratique culturelle. Nombre des pratiques culturelles africaines traditionnelles peuvent être assimilées à des pratiques cultuelles du fait de cette imbrication. Ainsi en est-il des rites d'initiation, de passage, de mariage, de naissance, de guérison et de purification et, tout particulièrement du fait du culte des ancêtres, des rites funéraires,,. Il en est de même concernant l'organisation spatiale des maisons et des villages, qui respectent l'ordre cosmique qui règle le monde. De façon similaire, dans le cadre de la médecine traditionnelle, le guérisseur cherche à entrer en contact avec l'esprit qui se manifeste dans le corps du malade,. Enfin, le rapport au pouvoir et à la terre est fortement conditionné par les aspects cosmogoniques et spirituels ; les rois divins et les rois sorciers sont légion, qui règnent plus sur les esprits de leurs sujets que sur des terres clairement délimitées,,. À une échelle plus réduite, il existe nombre de « mythes fondateurs de villages ; ceux-ci consistent presque toujours en un récit qui relate le pacte établi entre le génie propriétaire d’un espace et un premier arrivant qui s’y est installé. Y sont précisés les conditions — obligations et interdits exigés par le génie — et en même temps les droits et avantages pour le bénéficiaire humain. »

### Lieux
Un exemple célèbre de lieu sacré est celui de la cité d'Ilé-Ifẹ̀, là où le Dieu primordial des Yoruba, Olodumare (Olódùmarè, appelé aussi Olorun, graphié Ọlọ́run), créa l'univers et où les dieux parcourent encore la cité. La religion traditionnelle est cependant caractérisée par l'absence quasi complète de temples, bâtiments destinés à abriter officiants et fidèles ; la nature étant imprégnée de sacré car abritant les esprits, il n'est pas besoin de temples permettant d'entrer en contact avec les déités ou les esprits. Par exemple, les offrandes à Asase Ya, déesse akan de la terre et de l'agriculture, qui n'a ni temples ni prêtres, sont déposées à même le sol. Les centres cérémoniels sont donc souvent des lieux naturels. Il y a ceux liés à l'eau, sources, rivières, fleuves, lacs, mares…, ceux liés à la terre, collines, rochers, grottes, cavernes…, ceux liés à l'air, arbres, bosquets, forêts… et ceux liés au feu, forge (de construction humaine), volcans,… Les sites peuvent être de faible taille (un bosquet par exemple), parfois pas clairement délimités et font fréquemment l'objet de tabous, notamment l'interdiction d'accès aux non-initiés.

### Officiants
L'idée que le pouvoir spirituel peut être concentré entre les mains d'une seule personne est absente de la pensée africaine. Les officiants qui entrent en contact avec les esprits sont donc divers et aucun individu ou groupe n'a le monopole de l'intermédiation. Sorciers, devins, voyants, médiums, oracles, guérisseurs… sont nombreux et leurs rôles sont complexes et mêlés, les individus cumulant la plupart du temps plusieurs statuts : « un prêtre peut être un devin, un roi peut être un prophète, un voyant peut être un prêtre et un prophète peut être un voyant et un devin,. » Les devins et la divination sont une composante intégrale et importante des RTA, car cela permet d'accéder aux esprits et à leurs savoirs pour guérir ou pour gouverner. La composante mystique (ou « magique ») des RTA reste forte dans la société africaine moderne,, chez les personnes de toute culture et de tout niveau social.
Entrer en contact avec les esprits suppose donc des pratiques magiques ou mystiques mais aussi l'utilisation d'un pouvoir, obtenu en général grâce à une initiation. Ainsi, par exemple, le parcours initiatique du bwiti, qui permet à l'initié de devenir devin-guérisseur. Ce pouvoir, intrinsèquement, est neutre, seul son usage en fait une chose bonne ou mauvaise, : « de nombreuses visions du monde africaines affirment que le pouvoir lui-même reste neutre jusqu'à ce que l'on décide comment l'utiliser. Les devins et les guérisseurs ont tendance à utiliser le pouvoir de façon positive, tandis que les sorcières et les sorciers l'utilisent de façon négative. […] le pouvoir sacré est généralement considéré en Afrique comme une force moralement neutre pouvant être utilisée pour le bien ou pour le mal,. » L'accusation de sorcellerie maléfique est le plus souvent adressée aux femmes, et elle peut être socialement gravissime, y compris à l'époque contemporaine, des pratiques d'exclusion y étant parfois attachées, telles le phénomène des enfants-sorciers en milieu urbain et, en milieu rural, les « camps de sorcières »,,. 
L'officiant de la médecine traditionnelle (le guérisseur, sangoma en Afrique australe, nganga en Afrique centrale et occidentale) est une figure emblématique en la matière. La maladie était et reste considérée comme intrinsèquement liée à l'intervention des esprits : « Les maladies sont perçues comme une intervention directe des divinités ou des êtres spirituels malveillants, un signe qu'un ajustement de la vie de la personne est opportun, » et le recours aux guérisseurs est très répandu. Selon une étude menée en Afrique subsaharienne contemporaine, la fréquentation des guérisseurs traditionnels atteindrait 85 % et, en Afrique du Sud, à la fin du xxe siècle, 60 % des habitants faisaient appel aux guérisseurs en premier lieu ou de manière exclusive. Cette pratique est tellement incontournable que l'OMS associe les tradipraticiens à ses stratégies de lutte contre les maladies.
Le devin est l'autre figure emblématique, en relation avec le pouvoir politique et économique,. Dans la mesure où les monarques, les chefs et les anciens remplissaient conjointement un rôle politique et religieux, il existe de ce fait une tradition de rois et reines « sorciers », et il existe encore aujourd'hui en Afrique contemporaine l'idée que la magie, en lien avec la religion, est au cœur du pouvoir politique et économique. La réussite sociale, professionnelle, politique… découlant, entre autres, de l'intervention des esprits sur la Terre des Hommes, un homme politique qui réussit sera ainsi considéré comme « blindé » (i.e. protégé, soutenu) par les meilleurs intercesseurs et l'échec d'un projet sera attribué à un sabotage par sorcellerie.
S'il existe donc des spécialistes du religieux, l'imbrication du social et du religieux confère aussi au chef de famille, à l'aîné ou au patriarche un rôle important, car c'est lui qui est chargé de l'harmonie dans la famille et, au-delà, des relations de cette dernière avec le monde qui l'entoure, clan, village, plus globalement le groupe d'appartenance et, « sans se référer aux ancêtres pour régler les problèmes de famille, il est bien difficile, pour ne pas dire impossible, de rétablir les équilibres sociaux perturbés » ; il est l'officiant notamment des rites de passage et de ceux liés à la résolution des troubles familiaux,,. Il existe d'autres catégories d'officiants, non-spécialistes, ceux qui endossent un rôle provisoire, tels les porteurs de masque qui incarnent un esprit le temps d'une cérémonie.

### Objets et supports matériels

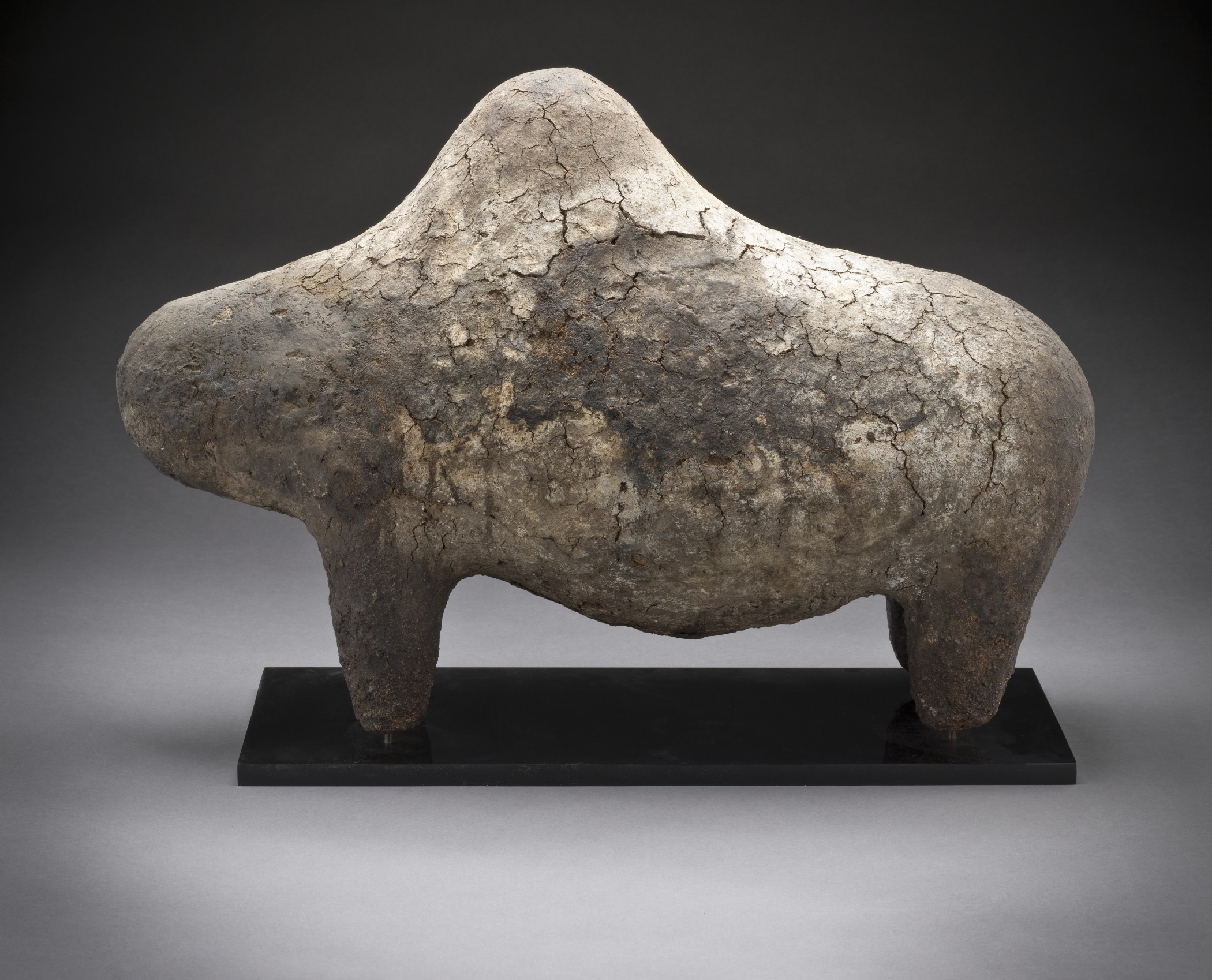
Boli, figurine faite de bois, d'écorce et d'argile broyés et pétris, imprégnée de sang (peuple Bambara du Mali).

Il existe un malentendu durable entre l'Occident et l'Afrique quant à l'art traditionnel africain,,. Les objets « artistiques » africains, catégorisés comme tels par le regard occidental, sont en fait des objets cultuels ayant essentiellement une fonction spirituelle, et l'idée de les exposer dans un musée est absente de la pensée africaine traditionnelle,. Les masques et les statuettes retiennent l'attention des Européens en tant qu'œuvres artistiques, les autres représentations étant considérées comme « subsidiaires », mais les objets et représentations sont extrêmement divers, masques et statuettes donc, mais aussi gravures sur tous supports, peintures rupestres et sur pierre, poteries et céramiques de toute nature, pierres, rochers, boules de glaise confectionnées ad hoc… Ces objets ne sont pas nécessairement destinés à être conservés ; les masques, notamment, sont souvent détruits ou abandonnés après usage et ils sont donc constamment renouvelés. On pense souvent, à tort, que les thèmes proposés par les masques sont immémoriaux alors que les mascarades incorporent constamment des thèmes nouveaux, par exemple l'arrivée des Européens colonisateurs. En ce qui concerne les peintures pariétales, « les sujets et les préoccupations symboliques de chaque tradition sont très différents, mais ils sont unis par une préoccupation commune pour le monde des esprits et pour les forces du monde des esprits, ». Remontant à la préhistoire, l'art rupestre perdure jusqu'à l'époque moderne ; ainsi les adeptes du nyau, au Malawi, continuent à utiliser les sites de Chongoni comme lieux rituels,. 
L'objet rituel sert à soigner, à invoquer des esprits, à commémorer des ancêtres, à garder des reliquaires, à protéger (talisman apotropaïque)… Dans ce dernier usage, on retrouve fréquemment un appareillage de perles, portées sur les vêtements, en bracelets, en colliers, etc. Pour assurer leurs fonctions, ils sont chargés en pouvoir magique grâce à des rituels adéquats, impliquant des offrandes, typiquement de nourriture et de boisson, des invocations et, souvent, un sacrifice animal (poule, chèvre…),,.

### Cérémonies

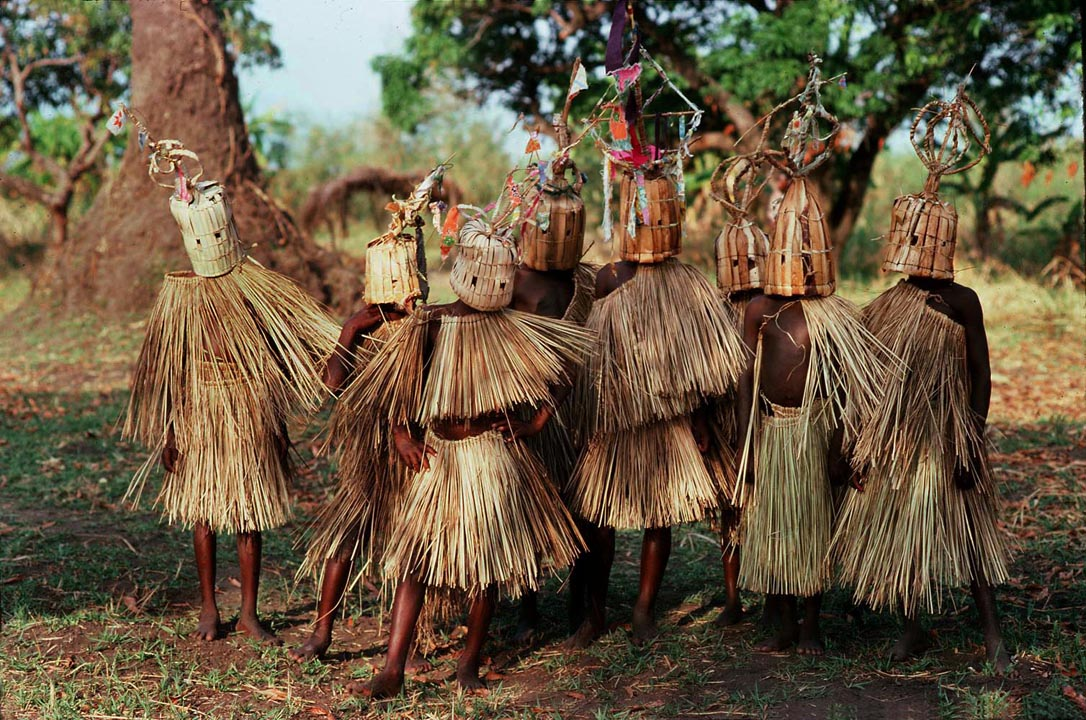
Costumes portés à l'occasion d'une initiation masculine au Malawi.

Les cérémonies des religions traditionnelles africaines, à l'occasion desquelles on entre en relation avec les esprits, prennent place à des moments particuliers. Certains reviennent à intervalles réguliers ; les déités ou les ancêtres par exemple, sont invoqués typiquement un jour donné dans l'année, et il y a aussi les moments clés des cycles agricoles,, au début de la saison des pluies par exemple, où la cérémonie vise à obtenir de bonnes pluies (il existe aussi en certains endroits des cérémonies pour les faire cesser) et de bonnes récoltes,,.
Les autres moments typiques des cérémonies sont ceux rythmant la vie humaine, notamment les rites de nommage, lorsqu'on attribue un nom au nouveau-né, les rites de passages (des rites pubertaires d'initiation essentiellement, souvent associés à des mutilations génitales féminines ou masculines,), les rites matrimoniaux et ceux liés aux funérailles et à l'ancestralisation.
Pour ce qui concerne les rites d'initiation, il existe fréquemment une partie « secrète » qui fait qu'ils se déroulent pour partie à l'écart de la communauté, dans la nature le plus souvent. C'est un des rites les plus importants, qui marque l'entrée de l'individu dans la société des adultes et, parfois, l'entrée dans une confrérie ou société secrète d'initiés, et qui lui donne la permission de se marier,. Les pratiques d'initiation sont fréquentes, quoique pas systématiques, elles peuvent ne concerner qu'une partie de la population et rarement les femmes. La durée des initiations est très variable, d'une journée à plusieurs mois,.
Il existe enfin un troisième type de moment, celui lié aux rites de guérison, circonstances dans lesquelles la possession de l'officiant est fréquente : esprits bori chez les Haoussas du Niger, qui est par ailleurs un exemple de syncrétisme avec l'islam, esprits bisimba chez les Zéla de république démocratique du Congo, zār d'Éthiopie, ndöp (ou n'doep) pratiqué au Sénégal,,,…
Les cérémonies sont l'occasion, le plus souvent, de libations et de sacrifices animaux, et elles s'accompagnent fréquemment d'une période de tabous alimentaires ou comportementaux. De nombreux rituels impliquent une participation communautaire mais certains restent spécifiques aux élites dont le statut, les compétences et l'autorité leur permettent d'interagir de manière sûre et bénéfique avec les pouvoirs sacrés. La forme emblématique de la cérémonie publique est celle de la mascarade, où des danseurs masqués se produisent, au son des tambours, pour invoquer les esprits. C'est d'ailleurs un autre aspect du malentendu entre Occident et Afrique car les danses, chants et percussions rythmiques ont été « récupérés » très tôt par les colonisateurs, transformant ce qui était un rituel religieux au mieux, en spectacle artistique, au pire, en danse folklorique,.

## Noms du dieu unique
L'Afrique aux mille ethnies et aux deux mille langues, utilise différents noms pour désigner Dieu. L'encyclopédie des religions africaines de Molefi Kete Asante (2009) en recense plus de deux cents ; vingt-cinq groupes ethniques utilisent le terme Mulungu ou Murungu, Luzu est employé en Tanzanie et dans les Congos. Les Kikuyu utilisent Ngewo ou Ngaï ; les Ashanti, Nyankopon ; les Ga, Nyonmo ; les Yoruba, Olorun ou Olodumare ; Les Ewe, Mawugan ou Mawuga; les Ngombe, Akongo ; les Baganda, Katonda ; les Baila, Leza ; les Sotho, Molimo ; les Zoulou, Nkulunkulu ; les Efik/Ibidio, Abasi et les Konso, Waqa. Amma est le Dieu des Dogons,,, Engaï celui des Maasaï, il est Roog pour les Sérères,, Maa Ngala pour les Mandingues, Gueno pour les Peuls, Nzambi a Mpungu pour les Kongos,, Nyame pour les Akan; Nyamuhanga, Katonda ou Hangi pour les Nande de la République démocratique du Congo, etc.

## Situation contemporaine
Les adeptes de ces religions seraient entre 100 et 200 millions, ce qui représenterait, même dans l'hypothèse basse, 70 % des adeptes des religions dites « traditionnelles » dans le monde et 12 % de la population africaine, 45 % des Africains étant chrétiens et 40 % musulmans,.
La persistance des formes traditionnelles s'explique en partie par le fait que l'islamisation et la christianisation, au moins à leurs débuts, concernent plus des élites que les « masses ». Ainsi en est-il pour l'islam pacifique des débuts. Plus tard, au xviie siècle, un islam plus guerrier instaure des États musulmans qui convertissent plus massivement leurs populations jusqu'à ce que la colonisation interrompe le phénomène. Pour ce qui concerne le christianisme (aux exceptions copte et éthiopienne près), il emprunte massivement le canal des écoles confessionnelles de l'époque coloniale, lesquelles concourent à créer une élite, instruite et christianisée, mais minoritaire,.
Il existe donc, en Afrique subsaharienne et parmi la diaspora, des syncrétismes importants qui amènent à envisager un particularisme africain. En effet, de nos jours, une grande partie des Africains sont considérés comme musulmans ou chrétiens, quoique leurs pratiques soient largement influencées par les pratiques et croyances traditionnelles, à tel point que l'Afrique subsaharienne a inventé l'aphorisme « 50 % chrétien, 50 % musulman, 100 % animiste »,,, : « dès que cela tourne au vinaigre, l’Africain va voir le féticheur. »
L'islam et le christianisme sont présents en Afrique depuis qu'ils existent, ce qui a laissé à l'Afrique des siècles pour s'y adapter et les premières formes africaines de ces religions importées sont parfois plus anciennes que certaines religions dites « traditionnelles », apparues plus tardivement. En outre, les RTA ne sont pas figées et ont évolué car elles ont une faculté d'adaptation considérable, qui explique en bonne partie ce syncrétisme caractéristique. Les influences réciproques entre les religions abrahamiques et les religions traditionnelles sont légion. Ainsi, au viiie siècle, Salih ibn Tarif (en), dirigeant des berbères Berghouata, crée une religion fondée sur l'islam, « exemple le plus solide d’islamisme indigénisé en Afrique du Nord. » À un niveau plus prosaïque, les amulettes utilisées par les devins, pratique africaine, sont parfois écrites en arabe par des officiants en principe islamisés. Les RTA ont aussi incorporé sans difficulté les djinns issus de la tradition musulmane car ils « ressemblent » aux esprits invisibles,,. Pour ce qui concerne le christianisme, le dogme catholique d'intercession des saints se rapproche du culte des ancêtres car le point commun est que les uns, comme les autres, « servent de médiateurs entre la divinité et les hommes et sont capables d'intercéder auprès de dieux au profit de leurs descendants et de l'ensemble des vivants ». Autre exemple enfin, parmi les masques du nyau, on trouve Bwana wokwera pa ndege/pa galimoto (« l'homme dans un avion/une voiture »), qui figure l'homme Blanc, et Simoni, en référence à Pierre, l'apôtre chrétien, qui porte un masque rouge, qui le fait ressembler à un Anglais ayant attrapé un coup de soleil et qui porte un costume de chiffons ; c'est une caricature du colonialiste britannique.
Les religions africaines ont essaimé, notamment en Amérique mais aussi en Europe, avec les esclaves de la traite atlantique : candomblé brésilien, regla de Ocha cubaine (Santeria), vaudou haïtien et nord-américain, Palo Mayombe, quimbois antillais, Obeah jamaïcain, Orisha et baptisme spirituel trinidadiens, gwan hélé ou gwoka de Carriacou,,… Le courant kémite, développé aux États-Unis, revendique quant à lui d'être issu de la religion égyptienne antique ; le terme, selon les afrocentristes, signifiant « terre des Noirs » en ancien égyptien. Certaines Églises ont une telle importance qu'elles représentent une autorité morale et leurs adeptes un réservoir électoral que les politiciens entendent prendre en considération ; ainsi en est-il du candomblé au Brésil et du vaudou en Haïti.
La fin du XXe et le début du XXIe siècle voient, en Afrique, un important développement du protestantisme évangélique. L'Afrique abriterait le quart des adeptes à l'échelle mondiale et les évangélistes, 36 % des Africains, représenteraient donc 80 % des chrétiens d'Afrique. Parallèlement, les Églises d'institution africaine se développent massivement,. Cela n'est pas sans impact sur le paysage religieux contemporain, sur fond de montée de l'intolérance religieuse : « au cours des siècles passés — en fait jusqu'à tout récemment — les religions traditionnelles africaines étaient souvent pratiquées parallèlement à l'islam et au christianisme. Il ne s'agit pas de brosser un tableau trop rose des relations interreligieuses : il y a eu des périodes de conflits religieux intenses, de guerre sainte et de djihad. Néanmoins, les relations interreligieuses en Afrique ont aujourd'hui atteint un degré d'intolérance presque sans précédent, en grande partie grâce à la popularité croissante des formes radicales du christianisme évangélique et de l'islam. Alors que les musulmans et les chrétiens se battent régulièrement et souvent violemment pour le contrôle de la sphère publique et de l'âme des gens, ils partagent un ennemi commun, les pratiquants des religions traditionnelles africaines. »

### Citations originelles
1. ↑  (en) « Indigenous African religions refer to the indigenous or native religious beliefs of the African people before the Christian and Islamic colonization of Africa. »
2. ↑  (en) « A priest can be a diviner, a king may be a prophet, a seer may be a priest and a prophet may be a seer and diviner. »
3. ↑  (en) « Many African worldview assert that power itself remains neutral until one décides how to use it. Diviners and healers tend to use power positively, while witches or sorcerers use power negatively. […] Sacred power is typically viewed in Africa as a morally neutral force that can be used for good or evil. »
4. ↑  (en) « Diseases are viewed as a direct intervention by the deities or the malevolent spiritual beings, a signal that some adjustement to the personne's life is expedient. »
5. ↑  (en) « The subjects and symbolic concerns of each tradition are very different, but they are united by a common concern with the spirit world and with spirit world forces. »